# Mouvement Notre patrie
Le Mouvement Notre patrie (en hongrois : Mi Hazánk Mozgalom, MHM) est un parti politique hongrois d'extrême droite créé le 23 juin 2018 à Ásotthalom par László Toroczkai, Dóra Dúró et Előd Novák.
Le parti se présente ouvertement comme homophobe, antitzigane et antisémite. Il est hostile à l'immigration tandis que le Fidesz de Viktor Orbán pratique une immigration choisie. Le Fidesz isole le Mouvement Notre patrie par la stratégie du cordon sanitaire interdisant tout accord local et national.Le Mouvement Notre Patrie soutient la réintroduction de la peine de mort,. En mai 2019, il annonce la création de la Légion nationale, une milice qui prévoit de lutter contre « la criminalité tsigane ».
Le parti compte six députés, huit élus régionaux et trois maires (Ásotthalom, Cserháthaláp et Devecser).

## Histoire

### Fondation et débuts (2018-2022)
Le Mouvement Notre patrie est issu du courant « Nous-même » (Mi magunk), créé au sein du parti d'extrême droite Jobbik le 22 mai 2018 afin de contrer la stratégie de normalisation et de recentrage politique entamée par le président du parti Gábor Vona au printemps 2017 en vue des élections législatives de 2018,. Ce courant est en 2018 considéré comme la faction la plus à droite de ce parti, étiqueté néofasciste, antisémite et anti-Roms avant son recentrage, et continue à participer activement à la propagation d'un discours de haine à l'encontre des « gitans ».
En mai 2019, le parti annonce qu'il forme la Légion nationale, un groupe « d'autodéfense » en uniforme, similaire à la Garde hongroise, la branche paramilitaire du parti nationaliste Jobbik qui avait été interdite en 2009,.
Début 2019, le parti conclut une alliance électorale avec le Parti hongrois de la justice et de la vie (de droite) et le Parti civique indépendant des petits propriétaires et des travailleurs agraires (parti agrarien).
Aux élections municipales de 2019, le parti réussit à remporter 8 sièges dans les assemblées de comtés.
À partir de 2021, le Mouvement Notre patrie compte trois conseillers au sein du conseil communautaire d'Ásotthalom.

### Entrée à l'Assemblée nationale (depuis 2022)
Le parti réalise une campagne contre la vaccination obligatoire et remporte 6 % des voix lors des élections législatives de 2022. Il siège désormais à l'Assemblée nationale avec 6 députés.
En mai 2022, un sondage Median donne le parti à 9,4 % des intentions de vote, ce qui en fait le premier parti d'opposition.

## Politiques
Le Mouvement Notre patrie est décrit comme nationaliste, populiste de droite, d'extrême droite, et de droite radicale. Le parti a des opinions anti-immigration et anti-islam, et est également accusé d'antitziganisme,, d'antisémitisme, et de néofascisme,. Le parti défend des positions conservatrices nationales, traditionalistes et conservatrices sociales. Bien que le parti s'identifie comme un parti de « troisième voie », s'opposant aux politiques de l'opposition de gauche et du parti de droite au pouvoir, le Fidesz, le Mouvement Notre patrie et ses idéologies ont été décrits comme d'extrême droite et extrémistes, et même comme néo-fascistes par le Centre européen des droits des Roms. Le parti soutient la ségrégation des élèves hongrois et roms dans les établissements d'enseignement. Le parti se positionne également comme anticommuniste, anticorruption, agrarien et écoconservateur.
Le parti s'oppose fermement aux droits des LGBT. Après la publication d'un livre pour enfants, Meseország mindenkié, qui met en scène des membres LGBT et des minorités ethniques, la vice-présidente du parti, Dóra Dúró, qualifie le livre de « propagande homosexuelle » lors d'une conférence de presse, et arrache les pages du livre avant de les déchiqueter. Ce geste suscite une vive controverse et attire l'attention internationale. Sur le site Internet de la Budapest Pride, le parti est décrit comme néo-nazi et favorable à Orbán.
Dans une interview accordée à Mandiner, le leader du parti, László Toroczkai, décrit MHM comme « un parti vert unique en Europe », déclarant que « nous ne sommes pas disposés à accepter que seuls les partis libéraux antisociaux et antihumains puissent être des partis verts. Nous pensons que ceux qui ne veulent pas protéger notre environnement, nos forêts, notre belle Grande Plaine, le lac Balaton, nos rivières ne peuvent pas vraiment aimer leur patrie ». Ainsi, on dit parfois que le parti soutient une certaine forme de conservatisme écologique.
En pleine pandémie de Covid-19, le parti proteste contre les mesures de confinement mises en place par le gouvernement, les accusant d'« inciter à la panique » et de ruiner le pays. Le parti encourage également le refus vaccinal, en lançant une pétition contre l'utilisation des vaccins Covid sur les enfants âgés de 12 à 15 ans.
Lors de l'invasion russe de l'Ukraine, le parti qualifie l'Ukraine de « pays inamical » et l'appelle à renoncer aux territoires revendiqués par la Russie « pour le bien de la paix »,. Il ne soutient pas les sanctions contre la Russie et vote contre l'adhésion de la Finlande à l'OTAN.
Le parti soutient la réintroduction de la peine de mort et de la conscription,,.
Aux élections européennes de 2024, le parti obtient 6,71 % des suffrages et un siège au Parlement européen. Il revient à la tête de liste, László Toroczkai, mais celui-ci démissionne quelques jours plus tard par écrit. Conformément à la législation européenne, le parti désigne à sa place Zsuzsanna Borvendég, 3e sur la liste, qui siège au sein du groupe d'extrême droite L'Europe des nations souveraines. 

## Résultats électoraux

### Élections municipales
| Année | Conseils de comitats | +/- | Assemblée de Budapest | +/-           |
| ----- | -------------------- | --- | --------------------- | ------------- |
| 2019  | 8 / 381              | 8   | 0 / 31                | en stagnation |

### Élections européennes
| Année | Voix    | %    | Rang | Députés | Groupe |
| ----- | ------- | ---- | ---- | ------- | ------ |
| 2019  | 114 156 | 3,29 | 6e   | 0 / 21  | NI     |
| 2024  | 306 404 | 6,71 | 4e   | 1 / 21  | ENS    |

### Élections législatives
| Année | Voix    | %    | Rang | Élus    | +/- |
| ----- | ------- | ---- | ---- | ------- | --- |
| 2022  | 332 487 | 5,88 | 3e   | 6 / 199 | Nv  |